# Rio Lusina
Il rio Lusina (Lisnerbach in tedesco) è un corso d'acqua che scorre in provincia di Bolzano.

## Percorso
Nasce a circa 1330 m s.l.m., nel comune di Nova Ponente. Percorre la valle che scende sino a Pineta di Laives, scorrendo poi ai margini meridionali della frazione. Raggiunto il fondovalle, si dirige verso sud-ovest, attraversando la zona sportiva di Laives, fino a gettarsi nel Fosso Landgraben.
Nel tratto montano ha regime torrentizio, e talora risulta asciutto; nel tratto di fondovalle funge invece da canale di drenaggio ed è permanente.

## Galleria d'immagini

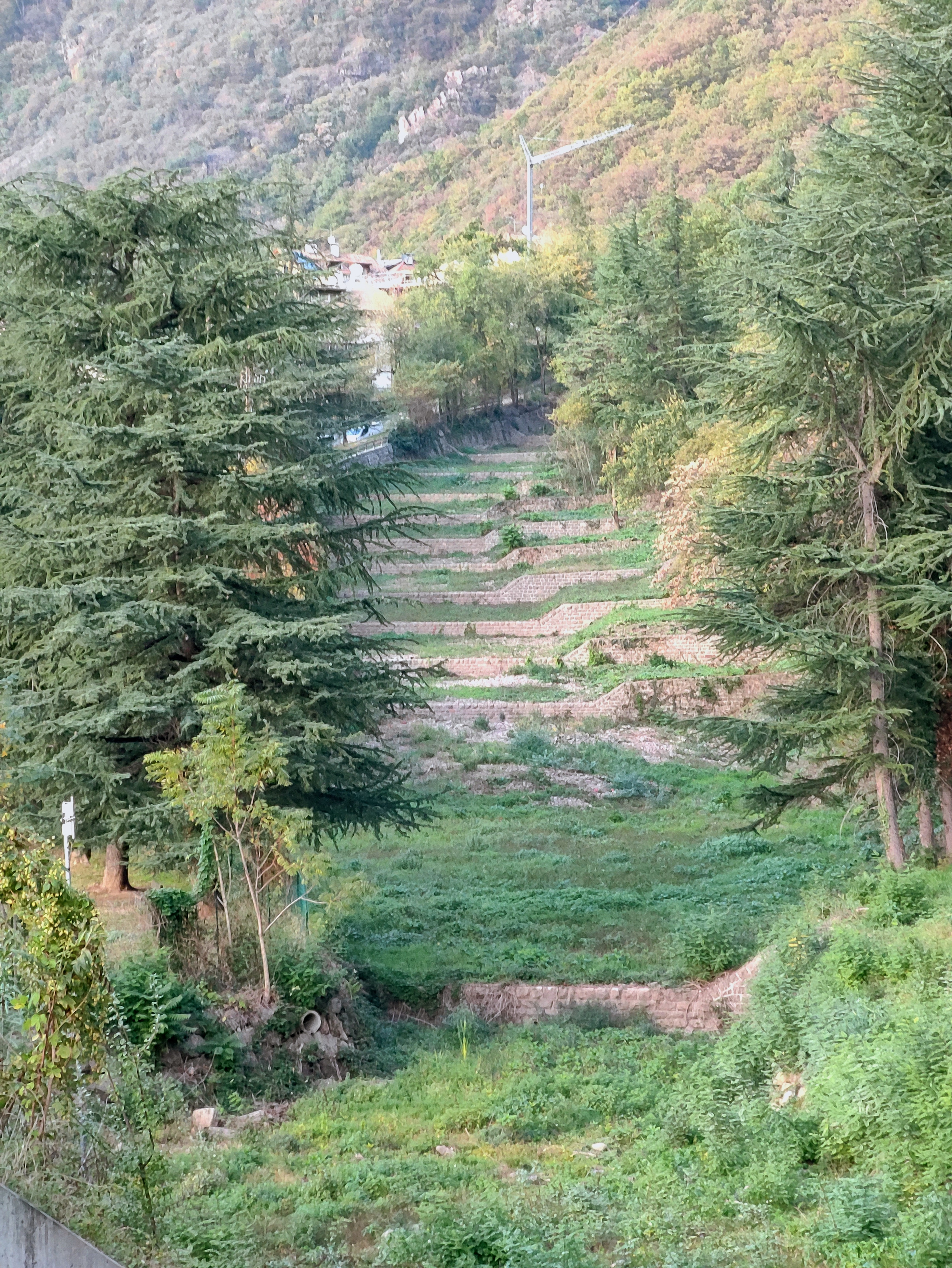
L'ultimo tratto montano del Rio Lusina, a ridosso dell'abitato di Pineta, in secca
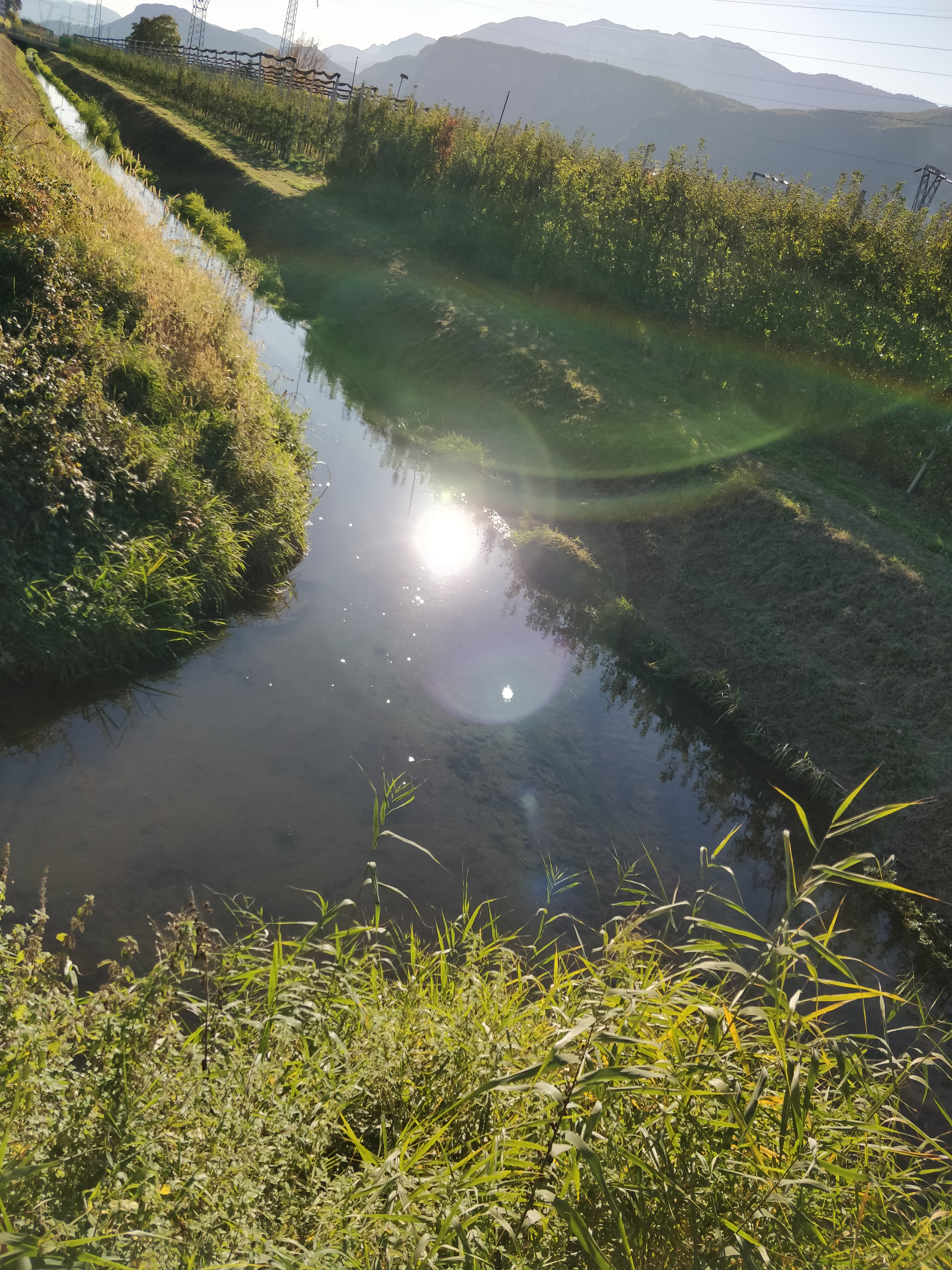
La foce del Rio Lusina nel Fosso Landgraben